# Kistelek (distrikt)
Kistelek är ett distrikt i Ungern. Det ligger i provinsen Csongrád-Csanád, i den centrala delen av landet, 130 km sydost om huvudstaden Budapest.